# Gemündener Maar

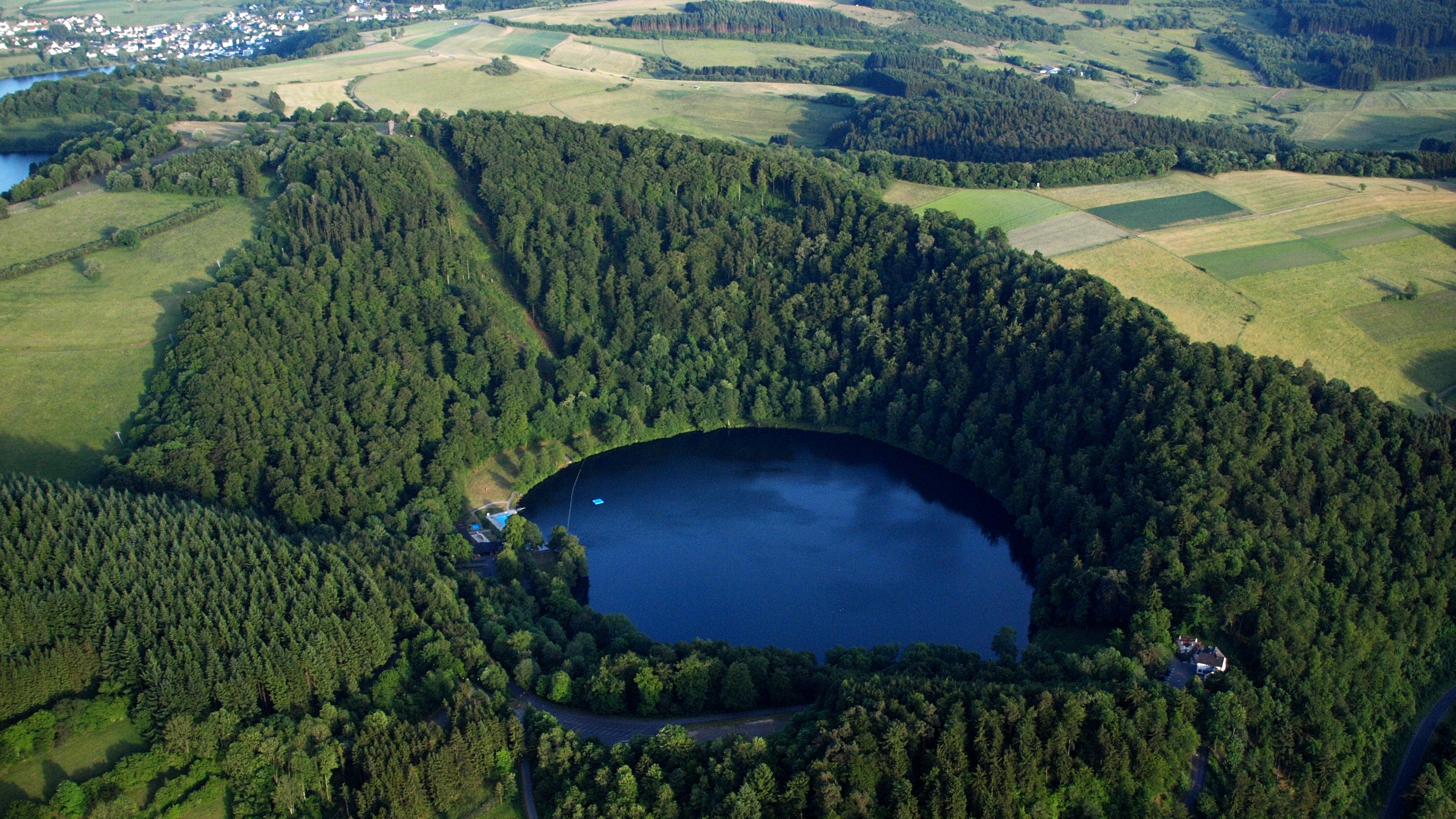
Gemündener Maar, Luftaufnahme (2015)

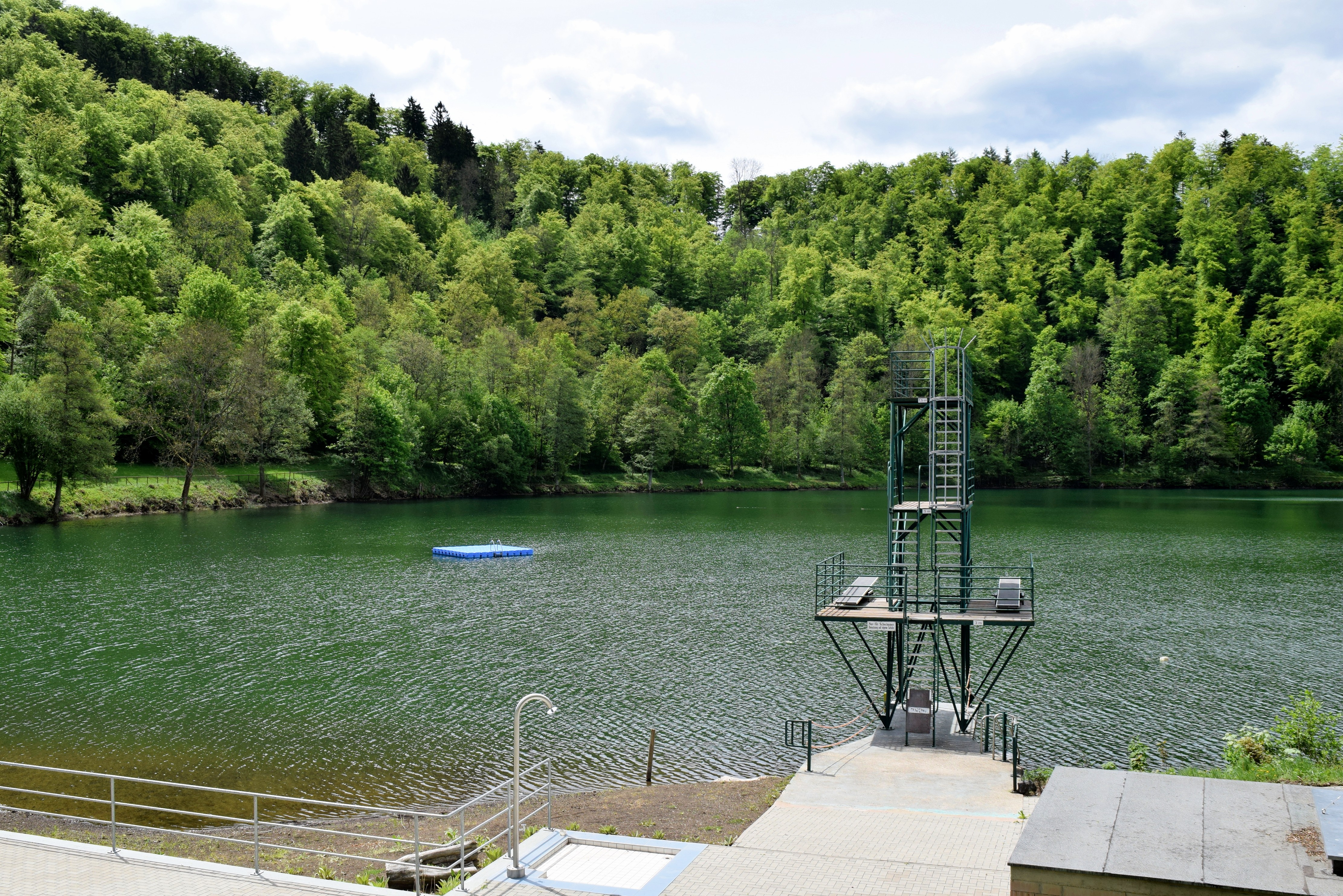
Naturfreibad

Das Gemündener Maar ist das nördlichste der drei Dauner Maare, in unmittelbarer Nähe des Dauner Ortsteils Gemünden und ca. 1,5 km südlich von Daun in der Eifel (Rheinland-Pfalz) gelegen.
Der Maarsee ist rund 325 m lang, 300 m breit und maximal 38 m tief. Mit einer Fläche von rund 7,2 ha bei einem Umfang von 975 m ist das 30.000 Jahre alte Maar jünger als die Schalkenmehrener Maare (westlicher Maarsee und östliches Trockenmaar) und das kleinste der drei Dauner Maare. Der durchschnittliche Wasserspiegel des Maares liegt auf 406,6 m ü. NHN, der Maarboden bei 368 m ü. NHN. Teile des Sees werden im Sommer als Freibad genutzt, was das Maarumfeld als Naturschutzgebiet stark beeinträchtigt.
Bei der vulkanischen Dampfexplosion, die das Maar entstehen ließ, blieb nur ein schmaler Grat aus Schiefer, Grauwacke und Sandstein zwischen dem Maar und dem benachbarten Liesertal stehen. Auf einem Weg rund um das Maar kann man diese aus dem Devon stammenden Steine um den See verteilt finden. Besonders im nordwestlichen Bereich des Maares sind zahlreiche Auswürflinge zu finden.